# Karl van Berk
Karl van Berk (* 9. Dezember 1910 in Oberhausen-Alstaden; † 28. Mai 1998) war ein deutscher Gewerkschafter und Abgeordneter der SPD im Landtag von Nordrhein-Westfalen.

## Herkunft und Beruf
Der aus einer Bergarbeiterfamilie stammende Karl van Berk wurde in Oberhausen-Alstaden geboren. Sowohl sein Vater als auch seine sechs Brüder waren als Bergleute tätig. Nach dem Ende der Volksschulzeit war Karl van Berk in den Jahren 1926 bis 1946 ununterbrochen als Schlepper und Hauer auf der Schachtanlage Westende in Duisburg-Meiderich tätig.

## Gewerkschaftliche Tätigkeit
Die gewerkschaftliche Tätigkeit von Karl van Berk begann im Jahr 1927 als Mitglied des Bergbauindustriearbeiter-Verbandes Deutschland. Schon am 4. April 1945 wurde er zum Vorsitzenden des provisorisch gewählten Betriebsrates der Schachtanlage Westende gewählt. Im Juni 1946 wurde er Sekretär des Industrieverbandes Bergbau, dem Vorläufer der IG Bergbau,  in Duisburg-Hamborn. Danach führte er diese Tätigkeit in der Hauptverwaltung in Bochum aus.
Am 26. Mai 1950 wurde der jetzt in Alsdorf lebende Karl van Berk zum Bezirksleiter Aachen der Industriegewerkschaft Bergbau gewählt. Er löste damit Georg Große ab. Im Jahr 1956 wurde er in den Geschäftsführenden Vorstand der IG Bergbau gewählt. Hier war er Leiter der Hauptabteilung Tarifpolitik.
Ab 1964 war er weiterhin Mitglied des beratenden Ausschusses der Europäischen Gemeinschaft für Kohle und Stahl. Hier war er ab 1965 Vizepräsident und ab November 1969 deren Präsident.
Am 16. November 1969 wählen die Delegierten der Industriegewerkschaft Bergbau und Energie auf ihrem Gewerkschaftstag in Dortmund eine neue Führung. Neuer Vorsitzender als Nachfolger des zum Bundesarbeitsminister berufenen Walter Arendt (SPD) wurde mit 256 von 294 Stimmen Adolf Schmidt. Zu seinem Stellvertreter wurde als Nachfolger des neuen DGB-Vorsitzenden Heinz Oskar Vetter Karl van Berk gewählt. Diese Aufgabe nahm er bis zu seinem Ruhestand im Jahr 1971 wahr.
Weiter war Karl van Berk Mitglied der Gründungsaufsichtsräte der Saarbergwerke (1957) und der Ruhrkohle AG (1969).

## Parteipolitische Tätigkeit
Im Alter von 16 Jahren wurde er Mitglied der Sozialistischen Arbeiter-Jugend. Ab 1930 war er aktives Mitglied des Reichsbanners und trat in die SPD ein. Im Landkreis Aachen kandidierte er für die SPD zur Bundestagswahl 1953.
Für den Landtagswahlkampf 1966 setzte Heinz Kühn eine Gruppe der „engeren“ und „weiteren Repräsentanz“ durch. Die Gruppe der „engeren Repräsentanz“ bestand aus sechs Personen (darunter Johannes Rau). Die Gruppe der „weiteren Repräsentanz“, zu der Karl van Berk als Hauptvorstandsmitglied der IGBE gehörte, bestand aus neun Personen. Diese 15 Männer und Frauen sollten auf der Landesliste abgesichert werden. Auf der am 7. Mai 1966 tagenden Landesdelegiertenkonferenz genehmigten die Anwesenden diesen Vorschlag nur zum Teil. Statt 15 wurden 12 Personen auf die Spitzenplätze der Landesliste gesetzt. Karl van Berk, der bis dahin noch kein Landtagsmandat besaß, erhielt den Listenplatz 8. Johannes Rau wurde in der Kandidatenliste 1966 nicht abgesichert.
Mitglied des Landtages von Nordrhein-Westfalen war Karl van Berk in der 6. und 7. Wahlperiode vom 8. Dezember 1967 bis zum 27. Mai 1975. Vom 31. Juli 1970 bis zum 11. Dezember 1973 war er hier Vorsitzender des Parlamentarischen Ausschusses für Grubensicherheit.

## Ehrungen
Karl van Berk wurde am 26. Oktober 1990 mit dem Verdienstorden des Landes Nordrhein-Westfalen ausgezeichnet.

## Zitat
„Wenn der Betriebsrat ein Kerl ist, dann ist er der Erste aufm Pütt.“